# Out of Time (album)
Pour les articles homonymes, voir Out of Time.
Albums de R.E.M.
Green
(1988) Automatic for the People
(1992)
Out of Time est le septième album du groupe de rock américain R.E.M., paru sur le label Warner Bros. en 1991.
L'album a remporté trois Grammy Awards en 1992 : celui du « Best Alternative Music Album » (« Meilleur album de musique alternative »), et deux pour le premier single, Losing My Religion. Il a été classé nº1 aux États-Unis dès sa sortie et l'est redevenu quelques semaines plus tard. En France, le groupe sort de l'anonymat grâce à ce single et cet album est le premier à se classer au sommet des ventes d'albums de l'époque.
En France, l'album se classe 20e dans le top album publié par Best en mai 1991.

En 1998, les lecteurs du magazine britannique Q ont désigné Out of Time comme le 38e meilleur album de tous les temps.

En 2006, le même classement le place à la 37e place. La même année, le magazine américain Time le cite parmi les 100 meilleurs albums de tous les temps.
L'album a été certifié quatre fois disque de platine aux États-Unis et s'est vendu à plus de dix millions d'exemplaires à travers le monde.

## Détails
Out of Time combine des éléments de pop, de folk et de musique classique, dont les prémices s'étaient fait entendre sur l'album Green, avec une nouvelle orientation vers des éléments country qui se retrouveront sur l'album suivant Automatic for the People en 1992.
Précédé par la sortie de Losing My Religion, qui deviendra le plus gros hit de R.E.M. aux États-Unis, mais aussi dans de très nombreux pays, y compris la France, Out of Time leur permet d'obtenir pour la première fois la première place dans les classements "Albums" du Royaume-Uni et des États-Unis. Et cela, sans que le groupe ne tourne pour promouvoir l'album.

## Réédition
En 2005, Warner Brothers Records sort une version double-cd de Out of Time qui inclut un CD, un DVD-Audio contenant un mixage en 5.1 réalisé par Elliot Scheiner, et le livret original augmenté de notes complémentaires. La version cd n'est pas une version remasterisée. En 2016, une réédition vinyle est éditée.

## Titres
Toutes les chansons sont de Bill Berry, Peter Buck, Mike Mills et Michael Stipe.
1. Radio Song – 4:12
2. Losing My Religion – 4:26
3. Low – 4:55
4. Near Wild Heaven – 3:17
5. Endgame – 3:48
6. Shiny Happy People – 3:44
7. Belong – 4:03
8. Half A World Away – 3:26
9. Texarkana – 3:36
10. Country Feedback – 4:07
11. Me In Honey – 4:06

## Personnel
- Bill Berry – batterie, percussions, basse, piano, chant
- Peter Buck – guitares, mandoline
- Mike Mills – basse, orgue, piano, clavecin, chant
- Michael Stipe – chant, Melodica basse

Mills chante sur Near Wild Heaven et Texarkana

### Personnel additionnel
Cet album voit la participation de deux invités de marque au chant : Kate Pierson du groupe originaire d'Athens B-52's sur Shiny Happy People et Me in Honey et le rappeur KRS-One sur Radio Song. Ni Shiny Happy People, ni Radio Song ne furent retenues pour la compilation In Time: The Best of R.E.M. 1988-2003.
| - Peter Holsapple – basse sur 1 et 3, guitare acoustique sur 2, 6 et 9, guitare électrique sur 7 - KRS-One – chant sur 1 - Kate Pierson – chant sur 6, 10 (?), 11 - Kidd Jordan – saxophone baryton sur 1 et 4, saxophone ténor sur 1 et 5, saxophone alto sur 1, clarinette basse sur 3 et 5 - Cecil Welch – bugle sur 5 - Scott Litt – Echo-loop feed sur 1 - John Keane – guitare pedal steel sur 9 et 10 | - Mark Bingham – arrangements de cordes sur 1, 3, 4, 5, 6, 8 et 9 - Dave Kempers – violon - David Braitberg – violon - David Arenz – violon - Ellie Arenz – violon - Paul Murphy – violon alto (soliste) - Reid Harris – violon alto - Andrew Cox – violoncelle - Elizabeth Murphy – violoncelle - Ralph Jones – contrebasse |

## Classements
| Année | Classement        | Position         |
| ----- | ----------------- | ---------------- |
| 1991  | The Billboard 200 | 1 (109 semaines) |
| 1991  | UK album chart    | 1 (183 semaines) |

| Année | Chanson            | Classement                       | Position |
| ----- | ------------------ | -------------------------------- | -------- |
| 1991  | Losing My Religion | Billboard Hot 100                | 4        |
| 1991  | Losing My Religion | Billboard Modern Rock Tracks     | 1        |
| 1991  | Losing My Religion | Billboard Mainstream Rock Tracks | 1        |
| 1991  | Losing My Religion | Billboard Adult Contemporary     | 28       |
| 1991  | Shiny Happy People | Billboard Modern Rock Tracks     | 3        |
| 1991  | Shiny Happy People | Billboard Mainstream Rock Tracks | 8        |
| 1991  | Shiny Happy People | Billboard Hot 100                | 10       |
| 1991  | Texarkana          | Billboard Modern Rock Tracks     | 4        |
| 1992  | Texarkana          | Billboard Mainstream Rock Tracks | 7        |
| 1992  | Radio Song         | UK Singles Chart                 | 28       |

| Année | Récompense                                                                                         | Album/Chanson      |
| ----- | -------------------------------------------------------------------------------------------------- | ------------------ |
| 1991  | Grammy Award for Best Pop Performance by a Duo or Group with Vocal                                 | Losing My Religion |
| 1991  | Grammy Award for Best Alternative Music Album\|Grammy Award for Best Alternative Music Performance | Out of Time        |
| 1991  | Grammy Award for Best Short Form Music Video\|Grammy Award for Best Music Video, Short Form        | Losing My Religion |

| Organisation  | Niveau          | Date               |
| ------------- | --------------- | ------------------ |
| BPI – UK      | GOr             | 1er mars 1991      |
| RIAA – U.S.   | Platine         | 24 mai 1991        |
| BPI – UK      | Platine         | 1er mars 1991      |
| RIAA – U.S.   | Double Platine  | 19 juin 1991       |
| BPI – UK      | Double Platinum | 1er septembre 1991 |
| CRIA – Canada | Triple Platine  | 4 octobre 1991     |
| RIAA – U.S.   | Triple Platine  | 11 octobre 1991    |
| BPI – UK      | Triple Platine  | 1er mars 1992      |
| RIAA – U.S.   | 4X Platine      | 5 juin 1992        |
| BPI – UK      | 4X Platine      | 1er juin 1993      |
| CRIA – Canada | 5X Platine      | 16 septembre 1994  |
| BPI – UK      | 5X Platine      | 1er octobre 1995   |
| CRIA – Canada | 7X Platine      | 29 septembre 2003  |